# Hans Pöögelmann
 (mai 2019).
Si vous disposez d'ouvrages ou d'articles de référence ou si vous connaissez des sites web de qualité traitant du thème abordé ici, merci de compléter l'article en donnant les références utiles à sa vérifiabilité et en les liant à la section « Notes et références ».
Hans Pöögelmann (avec pour pseudonyme, Hans Rooskaja, né le 18 décembre du calendrier Julien 1875 à Aidu, Viljandi, mort le 27 janvier 1938 à Moscou) est un juriste, un traducteur et un homme politique estonien.
Il a été ministre lors de la Commune des travailleurs d'Estonie.